# 黄山轨道交通T1线
黄山轨道交通T1线是中华人民共和国安徽省黄山市规划的一条城市轨道交通线路，连接黄山北站和黄山风景区东大门旁的谭家桥。T1线采用跨座式单轨系统，一期工程线路全长约43.47km，设车站8座，均为地上车站。
2020年，正式列入安徽省实施长江三角洲区域一体化实施方案及长江三角洲地区交通运输更高质量发展规划。
2021年5月，线路一期工程开展社会稳定风险评估公众咨询。2024年11月25日，线路一期的工程可行性研究报告开始审批前公示。